# Ecurie Rosier
Ecurie Rosier je nekdanje francosko dirkaško moštvo, ki je nastopalo na dirkah za Veliko nagrado med sezonama 1949 in 1956, ustanovil ga je Louis Rosier leta 1949. Z dirkalniki Talbot-Lago T26C, Ferrari 375, 500 in 625 ter Maserati 250F so skupno nastopili na stošestdesetih dirkah, na katerih so dosegli enajst zmag in še dvajset uvrstitev na stopničke. Za moštvo so dirkali Louis Rosier, Eugene Chaboud, Georges Grignard, Henri Louveau, José Froilán González, Louis Chiron, Maurice Trintignant, Yves Giraud-Cabantous, Armand Philippe, André Simon in Robert Manzon.

## Zmage
| Sezona | Dirka                              | Dirkač              | Dirkalnik           | Poročilo |
| ------ | ---------------------------------- | ------------------- | ------------------- | -------- |
| 1949   | Velika nagrada Belgije             | Louis Rosier        | Talbot-Lago T26C    | Poročilo |
| 1950   | Velika nagrada Pariza              | Georges Grignard    | Talbot-Lago T26C    | Poročilo |
| 1950   | Velika nagrada Albija              | Louis Rosier        | Talbot-Lago T26C    | Poročilo |
| 1951   | Velika nagrada Bordeauxa           | Louis Rosier        | Talbot-Lago T26C-DA | Poročilo |
| 1951   | Velika nagrada Nizozemske          | Louis Rosier        | Talbot-Lago T26C-DA | Poročilo |
| 1952   | Velika nagrada Albija              | Louis Rosier        | Ferrari 375         | Poročilo |
| 1952   | Velika nagrada Cadoursa            | Louis Rosier        | Ferrari 500         | Poročilo |
| 1953   | Velika nagrada Albija              | Louis Rosier        | Ferrari 375         | Poročilo |
| 1953   | Velika nagrada Les Sables d´Olonna | Louis Rosier        | Ferrari 500         | Poročilo |
| 1954   | Velika nagrada Buenos Airesa       | Maurice Trintignant | Ferrari 625         | Poročilo |
| 1955   | Velika nagrada Albija              | André Simon         | Maserati 250F       | Poročilo |